# Hebei
Hebei (河北) er en nordlig provins i Folkerepublikken Kina. Navnet Hebei betyder "nord for den (Gule) Flod" (Huang He). Før 1928 hed provinsen Zhili, som betyder "direkte ledet (af det kejserlige hof)".
Hebei omkranser fuldstændig Beijing og Tianjin kommuner. Provinsen har grænse til Liaoning mod nordøst, Indre Mongoliet mod nord, Shanxi mod vest, Henan mod syd og Shandong mod sydøst. Bohai-bugten i det Gule Hav ligger mod øst.
En lille eksklave adskilt fra resten af provinsen, ligger klemt inde mellem Beijing og Tianjin kommuner.

## Administrative enheder
Hebei er inddelt i 11 enheder på præfekturniveau, som alle er bypræfekturer.
| Kort | #            | Navn     | Hanzi            | Pinyin     | Administrativt centrum |
| ---- | ------------ | -------- | ---------------- | ---------- | ---------------------- |
|      |              |          |                  |            |                        |
| 1    | Shijiazhuang | 石家莊市 | Shíjiāzhuāng Shì | Chang'an   |                        |
| 2    | Baoding      | 保定市   | Bǎodìng Shì      | Xinshi     |                        |
| 3    | Cangzhou     | 滄州市   | Cāngzhōu Shì     | Yunhe      |                        |
| 4    | Chengde      | 承德市   | Chéngdé Shì      | Shuangqiao |                        |
| 5    | Handan       | 邯鄲市   | Hándān Shì       | Hanshan    |                        |
| 6    | Hengshui     | 衡水市   | Héngshǔi Shì     | Taocheng   |                        |
| 7    | Langfang     | 廊坊市   | Lángfāng Shì     | Anci       |                        |
| 8    | Qinhuangdao  | 秦皇島市 | Qínhuángdǎo Shì  | Haigang    |                        |
| 9    | Tangshan     | 唐山市   | Tángshān Shì     | Lunan      |                        |
| 10   | Xingtai      | 邢台市   | Xíngtái Shì      | Qiaodong   |                        |
| 11   | Zhangjiakou  | 張家口市 | Zhāngjiākǒu Shì  | Qiaoxi     |                        |

Disse 11 enheder på præfekturniveau er inddelt i 172 enheder på amtsniveau (36 distrikter, 22 byamter, 108 amter og 6 autonome amter). Disse er igen inddelt i 2207 enheder på kommuneniveau (Et offentlig distriktskontor, 937 bykommuner (towns), 979 kommuner (townships), 55 etniske kommuner (ethnic townships) og 235 subdistrikter).

## Myndigheder
Den regionale leder i Kinas kommunistiske parti er Wang Dongfeng. Guvernør er Xu Qin, pr. 2021.

## Kendte personer fra Hebei
- Feng Dao (881-954), konfucianistisk præst
- Yan Yuan (1635-1704), konfucianistisk filosof
- Chi Jushan (1876-1962), skuespilforfatter og lærd